# Luca Antonelli
Luca Antonelli (Monza, 11 februari 1987) is een Italiaans voetballer die doorgaans als linksback speelt. Hij tekende in augustus 2018 een contract tot medio 2021 bij Empoli FC, dat hem overnam van AC Milan. Antonelli debuteerde in 2010 in het Italiaans voetbalelftal.

## Clubcarrière
Antonelli werd in 2003 opgenomen in de jeugdopleiding van AC Monza. Die verliet hij een jaar later voor die van AC Milan. Daarvoor maakte hij op 8 november 2006 zijn profdebuut in een wedstrijd om de Coppa Italia, tegen Brescia. Op 23 december 2006 debuteerde hij vervolgens ook namens Milan in de Serie A, tegen Udinese.
AC Milan verhuurde Antonelli in juli 2007 aan AS Bari, op dat moment actief in de Serie B. De tweede helft van het seizoen speelde hij op huurbasis voor Parma in de Serie A. Dat kocht in juni 2008 50% van de transferrechten van Antonelli over en een jaar later de overige 50%. In drie jaar speelde hij 58 competitiewedstrijden voor Parma.
Parma verkocht Antonelli in januari 2011 voor zeven miljoen euro aan Genoa CFC. Ook Alberto Paloschi maakte de overstap van Parma naar Genoa, zij het voor 4,35 miljoen euro. Antonelli volgde Domenico Criscito op als linksback van Genoa. Zijn voorganger werd voor 15 miljoen euro verkocht aan Zenit Sint-Petersburg.
Antonelli keerde in februari 2015 terug bij AC Milan, de club waar hij zijn profdebuut maakte. Hij tekende een contract tot medio 2018. Officieel werd de flankspeler eerst gehuurd tot aan het einde van het seizoen, waarna Milan 4,5 miljoen euro zou overmaken aan Genoa.

## Interlandcarrière
Antonelli debuteerde op 3 september 2010 in Tallinn voor Italië in een interland tegen Estland. Op 31 mei 2013 stond hij in het basiselftal in een oefeninterland tegen San Marino. Hij werd tijdens de rust met een blessure vervangen door Mattia De Sciglio.
| Interlands van Luca Antonelli voor Italië | Interlands van Luca Antonelli voor Italië | Interlands van Luca Antonelli voor Italië | Interlands van Luca Antonelli voor Italië | Interlands van Luca Antonelli voor Italië | Interlands van Luca Antonelli voor Italië | Interlands van Luca Antonelli voor Italië |
| №                                         | Datum                                     | Wedstrijd                                 | Uitslag                                   | Competitie                                | Goals                                     | Assists                                   |
| Als speler bij Parma FC                   | Als speler bij Parma FC                   | Als speler bij Parma FC                   | Als speler bij Parma FC                   | Als speler bij Parma FC                   | Als speler bij Parma FC                   | Als speler bij Parma FC                   |
| ----------------------------------------- | ----------------------------------------- | ----------------------------------------- | ----------------------------------------- | ----------------------------------------- | ----------------------------------------- | ----------------------------------------- |
| 1                                         | 3 september 2010                          | Estland – Italië                          | 1 – 2                                     | Kwalificatie EK 2012                      | 0                                         | 0                                         |
| 2                                         | 7 september 2010                          | Italië – Faeröer                          | 5 – 0                                     | Kwalificatie EK 2012                      | 0                                         | 0                                         |
| Als speler bij Genoa CFC                  |                                           |                                           |                                           |                                           |                                           |                                           |
| 3                                         | 21 maart 2013                             | Italië – Brazilië                         | 2 – 2                                     | Vriendschappelijk                         | 0                                         | 0                                         |
| 4                                         | 31 mei 2013                               | Italië – San Marino                       | 4 – 0                                     | Vriendschappelijk                         | 0                                         | 0                                         |
| 5                                         | 14 augustus 2013                          | Italië – Argentinië                       | 1 – 1                                     | Vriendschappelijk                         | 0                                         | 0                                         |
| 6                                         | 6 september 2013                          | Italië – Bulgarije                        | 1 – 0                                     | Kwalificatie WK 2014                      | 0                                         | 0                                         |
| 7                                         | 18 november 2014                          | Italië – Albanië                          | 1 – 0                                     | Vriendschappelijk                         | 0                                         | 0                                         |
| Als speler bij AC Milan                   |                                           |                                           |                                           |                                           |                                           |                                           |
| 8                                         | 28 maart 2015                             | Bulgarije – Italië                        | 2 – 2                                     | Kwalificatie EK 2016                      | 0                                         | 0                                         |
| 9                                         | 31 maart 2015                             | Italië – Engeland                         | 1 – 1                                     | Vriendschappelijk                         | 0                                         | 0                                         |

Bijgewerkt op 14 oktober 2015.

## Trivia
- Antonelli's vader Roberto was ook profvoetballer en speelde voor onder meer AC Monza, AC Milan en Genoa CFC.

1 Perisan ·
2 Goglitsjidze ·
3 Pezzella ·
5 Grassi  ·
6 Henderson ·
7 Sambia ·
8 Anjorin ·
9 Pellegri ·
10 Fazzini ·
11 Gyasi ·
12 Seghetti ·
13 Cacace ·
15 Sazonov ·
16 Belardinelli ·
17 Solbakken ·
19 Ekong ·
21 Viti ·
22 De Sciglio ·
23 Vásquez ·
24 Ebuehi ·
27 Żurkowski ·
29 Colombo ·
32 Haas ·
34 Ismajli ·
93 Maleh ·
98 Brancolini ·
99 Esposito ·
Coach: D'Aversa